# Le Mesnil-Aubry
Le Mesnil-Aubry är en kommun i departementet Val-d'Oise i regionen Île-de-France i norra Frankrike. Kommunen ligger i kantonen Écouen som tillhör arrondissementet Sarcelles. År 2022 hade Le Mesnil-Aubry 901 invånare.

## Befolkningsutveckling
Antalet invånare i kommunen Le Mesnil-Aubry
| Referens: INSEE |